# Сежурне, Лоретт
Лоретта (Лоретт) Сежурне (исп. Laurette Séjourné; 24 октября 1914, Л’Акуила, Италия — 25 мая 2003, Мехико) — мексиканская учёная (археолог и этнолог), известная своими исследованиями цивилизаций Теотиуакана, майя и ацтеков, а также теориями о мезоамериканском культурном герое Кетцалькоатле. Вторая супруга Виктора Сержа.

## Биография
Лоретта Сежурне родилась в Л’Акуиле под именем Лаура Валентини Корса (итал. Laura Valentini Corsa), хотя её также упоминают как Лауру Бьянки (Bianchi). Мало что известно о её ранних годах; даже точная дата её рождения упоминается редко. В расцвете сил она, по-видимому, переехала во Францию из-за захвата власти фашистами в 1922 году; впоследствии она по-прежнему писала на французском языке. Она вышла замуж за француза Сежурне и участвовала в культурной жизни и мире кино, встречаясь с такими деятелями, как Андре Бретон и Жан Кокто.
Будучи сильно политизированной, после развода она стала партнёршей русского писателя и революционера Виктора Сержа (Кибальчича, 1890—1947). В 1942 году она покинула оккупированную Францию, чтобы присоединиться к нему в изгнании в Мексике. Там она получила мексиканское гражданство и вышла за него замуж. Вскоре после смерти мужа, видного представителя антисталинистской левой, она вступила в Мексиканскую коммунистическую партию. Овдовев, она вновь вышла замуж — за Арнальдо Орфилу, директора Фонда экономической культуры и основателя издательства Siglo XXI Editores.
Затем он изучал археологию в Национальной школе антропологии и истории Национального института антропологии и истории Мексики (INAH). Пересечение научных интересов и революционного пыла Сежурне можно уловить из следующего отрывка:

Несмотря на чрезвычайную плотность населения, отсутствие техники и рабочих животных, члены доколумбовых обществ наслаждались здравоохранением, личной независимостью, безопасностью и некоторым досугом, что подразумевает такие распределение ресурсов и интеграцию в коллектив, которые в наши дни показались бы утопией. Из всего этого следует, что если мы отказываемся анализировать вторжение, уничтожившее цивилизованный мир и посеявшее семена системы, в которой голод, унижения и кровавые репрессии составляют единственную форму выживания, то современная недоразвитость должна быть результатом врожденной неспособности, непоправимой расовой неполноценности, оправдывавшей истребление и вассальную зависимость.
Позже её внимание все больше сосредоточивалось на фигуре, которую она считала воплощением этой доколумбовой «утопии» — боге Кетцалькоатле (и его одноимённом служителе Топильцине Се Акатле Кецалькоатле).
В 1950-х годах Сежурне работала в Национальном институте антропологии и истории. Она участвовала в работе группы Альберто Руса Луилье, которая обнаружила гробницу правителя майя Пакаля под Храмом Надписей в Паленке (штат Чьяпас). Также она ппроводила антропологические полевые исследования среди индейских народов в Оахаке, но затем вновь переключилась на археологию, ведя раскопки в мезоамериканском мегаполисе Теотиуакане, который, по её мнению, и был легендарным Толланом (хотя большинство археологов однозначно соотносит последний с мексиканской Тулой). Она опубликовала несколько прекрасно иллюстрированных книг об искусстве и архитектуре Теотиуакана. Хотя она первой осознала разрыв между Теотиуаканом и гораздо более поздней цивилизацией ацтеков, её археологические работы подверглись критике.
Широкой публике она стала известна благодаря своей публикации 1957 года о космологии и религии тольтеков и ацтеков Pensamiento y religión en el México antiguo, перевёденной на английский язык под названием Burning Water: Thought and Religion in Ancient Mexico. Основное внимание в книге уделяется фигуре царя-жреца Толлана, Топильцина Кетцалькоатля, и его учению (тольтекойотль). Пять лет спустя вышло продолжение в книге «Вселенная Кецалькоатля» (El Universo de Quetzalcoatl, 1962). Под возможным влиянием идей психолога Карла Юнга или историка религии Мирчи Элиаде, с которым Сежурне поддерживала переписку, эти книги рисуют весьма одухотворенный образ Кетцалькоатля и его легендарного правления, ссылаясь на «законы внутренней подготовки», предположительно оставленные правителем тольтеков, и на прогресс «на пути к духовности», который стал возможен благодаря им.
Последние годы своей жизни она посвятила распространению образования среди коренных народов юга Мексики, включая потомков строителей цивилизации майя в Чьяпасе.